# Sylwester Latkowski
Sylwester Latkowski (ur. 13 lipca 1966 w Elblągu) – polski reżyser filmów dokumentalnych i teledysków, scenarzysta, producent filmowy, autor i prezenter programów telewizyjnych, a także publicysta. W latach 2013–2015 redaktor naczelny tygodnika „Wprost”.

## Życiorys

### Wczesne lata
Urodził się i dorastał w Elblągu, gdzie ukończył Technikum Mechaniczne o profilu obróbka skrawaniem. Próbował dostać się na studia do łódzkiej PWSFTviT, jednak bez powodzenia. Swoje prace literackie publikował w magazynie „Poezja”. Pod koniec lat 80. XX w. był konstruktorem w Wojskowych Zakładach Lotniczych, by uniknąć poboru do wojska. Kształcił się w Instytucie Pielęgniarstwa, odbywając praktyki w Szpitalu dla Nerwowo i Psychicznie Chorych w Kocborowie. W 1989 podjął pracę jako nauczyciel języka polskiego i fizyki w Szkole Podstawowej w Straszewie. Ukończył studium nauczycielskie.

### Pobyt w więzieniu
Pod koniec lat 90. XX w. został skazany na karę 2 lat i 3 miesięcy pozbawienia wolności za wymuszenie rozbójnicze. Latkowski twierdził, że w ten sposób chciał odzyskać pieniądze od byłego współpracownika. W latach 1993–1998 ukrywał się w Federacji Rosyjskiej. Na kanwie swojej ucieczki do tego kraju napisał powieść dokumentalną Wozacy. Do Polski wrócił w 1998 i dobrowolnie poddał się karze. W więzieniu spędził 19 miesięcy. Opuścił je w 2000.

### Kariera filmowa
Podczas pobytu w więzieniu poznał rugbistę Jakuba Szymańskiego. Po wyjściu na wolność zrealizował swój pierwszy film To my, rugbiści (2000), o drużynie Arka Gdynia w rugby. Film wywołał wiele kontrowersji, Latkowskiego oskarżono o gloryfikowanie przemocy i bandytyzmu.
Kolejny jego film, Blokersi, był pierwszym od lat dokumentem wyświetlanym na dużym ekranie i pierwszym polskim filmem o środowisku hip-hopowym. Latkowski w Blokersach zdiagnozował fenomen tej kultury, tworzonej zazwyczaj w obskurnych blokowiskach. Film, który miał być swoistą obroną młodych ludzi w nich mieszkających, a jednym z jego tematów była komercjalizacja tego gatunku muzyki, paradoksalnie stał się trampoliną promocyjną dla tego środowiska.
Późniejsze jego filmy, mimo iż podejmowały równie ważne społecznie lub medialnie tematy, nie odniosły już takiego sukcesu. W 2002 premierę miały jego dwa dokumenty: Gwiazdor o Michale Wiśniewskim i PUB 700 o Leszku Możdżerze. Za film dokumentalny Kamilianie (2003) zdobył nagrodę na II Przeglądzie Katolickich Programów Telewizyjnych i Radiowych Stowarzyszenia „Znaki Nadziei” w Łodzi.
Po obrazach o meandrach show biznesu przyszła kolej na drastyczniejsze tematy, co zaowocowało filmami – Śledczak (2004) o sytuacji aresztów śledczych oraz Pedofile (2005) ukazującym niemoc organów ścigania przy tego rodzaju przestępstwach oraz mechanizmy, które nie dopuszczają do ujawnienia prawdy o nich na przykładzie siatki pedofilskiej z Dworca Centralnego w Warszawie. Inne produkcje to Zabić Papałę (2008) i Wszystkie ręce umyte. Sprawa Barbary Blidy (2010).

### Działalność społeczna i polityczna
Prowadził własne przedsiębiorstwa, wydawał pisma lokalne, zajmował się konsultingiem, reklamą i marketingiem oraz prowadzeniem kampanii wyborczych polityków do Sejmu i Senatu. Latkowski założył w Elblągu Komitet Obywatelski „Solidarność”, który wspierał kampanię wyborczą Jarosława Kaczyńskiego kandydującego w 1989 do Senatu. Następnie wspierał kampanię Porozumienia Centrum, nagrywając pierwsze reklamówki.
Współtworzył programy na potrzeby Telewizji Polskiej. Był reżyserem i autorem pomysłu programu popkulturalno-muzycznego TVP2 pt. Nakręcona noc. W 2005 na antenie jego programu autorskiego (cyklicznego programu Konfrontacja) Jacek Kurski oskarżył Fakty o cenzurę i podjął temat przymusowego wcielenia dziadka Donalda Tuska do Wehrmachtu. 30 sierpnia 2007 w mieszkaniu Latkowskiego został zatrzymany Janusz Kaczmarek. Latkowski nagrał zatrzymanie telefonem komórkowym i opublikował amatorskie nagranie z akcji zatrzymania przez funkcjonariuszy Agencji Bezpieczeństwa Wewnętrznego ówczesnego ministra MSWiA. Był także autorem serii reportaży dla Polsatu.
Od stycznia 2013 do marca 2015 pełnił funkcję redaktora naczelnego tygodnika „Wprost”. Za jego kadencji pismo opublikowało materiały rozpoczynające tzw. aferę podsłuchową oraz zarzuty mobbingu w redakcji Faktów i molestowania seksualnego przez Kamila Durczoka. W trakcie przeszukania biur tygodnika przez prokuraturę i ABW 18 czerwca 2014, Latkowski odmówił wydania komputera z nagraniami, powołując się na konieczność zachowania tajemnicy dziennikarskiej.
Od 2015 był redaktorem naczelnym serwisu internetowego Kulisy24.
25 października 2017 został przesłuchany w charakterze świadka przed sejmową komisją śledczą w sprawie afery Amber Gold.

## Publikacje
- Pamiętam jak..., Słowo/Obraz Terytoria Wydawnictwo, 2001, ISBN 978-83-88560-41-5.
- Zabić Papałę, Rosner i Wspólnicy, 2008, ISBN 978-83-60336-28-1.
- Olewnik. Śmierć za 300 tysięcy, 2009, ISBN 978-83-247-1680-7 (wraz z Piotrem Pytlakowskim)
- Wszystkie ręce umyte. Sprawa Barbary Blidy, Wydawnictwo MUZA S.A., 2010, ISBN 978-83-7495-878-3 (wraz z Piotrem Pytlakowskim)
- Agent Tomek i inni. Przykrywkowcy, Świat Książki, 2010, ISBN 978-83-247-1916-7 (wraz z Piotrem Pytlakowskim)
- Polska mafia, Świat Książki, 2011, ISBN 978-83-247-1868-9.
- Czarny styczeń, Świat Książki, 2012, ISBN 978-83-7799-459-7.
- Biuro tajnych spraw, Wydawnictwo Czarna Owca, 2012, ISBN 978-83-7554-432-9 (wraz z Piotrem Pytlakowskim)
- Człowiek z Lasu. Polska Lokalna. Wydawnictwo Czarna Owca, 2014, ISBN 978-83-7554-553-1.
- Afera podsłuchowa. Taśmy Wprost, Wydawnictwo Zysk i S-ka, 2014, ISBN 978-83-7785-568-3 (wraz z Michałem Majewskim)

## Filmografia
- To my, rugbiści (2000)
- Blokersi (2001)
- PUB 700 (2002)
- Gwiazdor (2002)
- Nakręceni, czyli szołbiznes po polsku (2003)
- Klatka (2003)
- Kamilianie (2003)
- Śledczak (2004)
- Pedofile (2005)
- Zabić Papałę (2008)
- Wszystkie ręce umyte. Sprawa Barbary Blidy (2010)
- Ścigany (2010)
- Ostatnia wieczerza (2011)
- Moja walka – Mamed Khalidov (2017)
- Przykrykowcy. Podwójna gra (2019)
- Nic się nie stało (2019)
- Taśmy Amber Gold. Układ Trójmiejski nie umiera nigdy (2020)
- Wszystkie chwyty dozwolone. Afera GetBack (2022)
- Nic się nie stało. Licencja na bezkarność (2023)

## Teledyski
| Rok  | Tytuł                         | Wykonawca                                |
| ---- | ----------------------------- | ---------------------------------------- |
| 2001 | „Szansa”                      | Fenomen                                  |
| 2001 | „On jest za duży”             | Świntuch                                 |
| 2001 | „Nie ma skróconych dróg”      | Grammatik                                |
| 2001 | „Lekcja” (Debiuty Opole)      | Camey Squad                              |
| 2001 | „Wspólny przekaz”             | Robię Swoje 2                            |
| 2001 | „Już dawno”                   | Ascetoholix                              |
| 2001 | „Stres”                       | Eldo                                     |
| 2002 | „Te słowa”                    | Eldo                                     |
| 2002 | „Każdy ma chwile”             | Leszek Możdżer feat. Grammatik & Fenomen |
| 2002 | „Mój rap, moja rzeczywistość” | Peja / Slums Attack                      |
| 2002 | „Mam już dość”                | Ich Troje                                |
| 2003 | „Klatka”                      | Pc Park                                  |
| 2003 | „Zła dziewczyna”              | Decs                                     |
| 2003 | „Najlepsze dni”               | Eis                                      |
| 2003 | „Bez twarzy”                  | Pezet                                    |
| 2003 | „Głucha noc”                  | Peja / Slums Attack                      |
| 2003 | „Islandia”                    | Milkshop                                 |
| 2005 | „Pomiędzy słowami”            | Milkshop                                 |

## Nagrody medialne
- 2001: Wyróżnienie Fundacji Kultury za prozę w konkursie „Promocja najnowszej literatury polskiej” – książka Pamiętam jak… (2001)
- 2002: Nagroda AS EMPIK – Wydarzenie roku 2001 – film Blokersi (2001)
- 2002: Najlepszy polski film dokumentalny Festiwalu Filmowego w Kazimierzu Dolnym nad Wisłą „Dwa Brzegi” za PUB 700 (2001)
- 2004: Nagroda II Ogólnopolskiego Przeglądu Katolickich Programów Telewizyjnych i Radiowych „Znaki Nadziei” dla filmu Kamilianie
- 2013: Grand Press – nagroda w kategorii dziennikarstwo śledcze za teksty Nowak – złote dziecko Tuska i MInister Nowak ponad prawem
- 2015: Grand Press – nagroda w kategorii News dla zespołu „Wprost” za aferę podsłuchową

## Życie prywatne
Mieszka w Warszawie. Był trzykrotnie żonaty. Ma troje dzieci: syna i dwie córki. Obecną żoną reżysera jest Ewa Latkowska, z którą ma córkę Mariannę.